# Anquela del Pedregal
Anquela del Pedregal – gmina w Hiszpanii, w prowincji Guadalajara, w Kastylii-La Mancha, o powierzchni 38,23 km². W 2011 roku gmina liczyła 23 mieszkańców.